# 马克西米利安·埃贡一世 (菲斯滕贝格)
马克西米利安·埃贡一世，全名马克西米利安·埃贡·克里斯蒂安·卡尔·约翰·尼波穆克（德語：Maximilian Egon Christian Karl Johann Nepomuk，1822年3月29日—1873年7月27日），出生于多瑙艾辛根，是菲斯滕贝格亲王卡尔·埃贡二世與妻子阿瑪莉埃的次子。

## 家庭
1860年5月23日，马克西米利安·埃贡在维也纳与克芬许勒-梅茨的萊昂提娜（Leontine von Khevenhüller-Metsch）结婚，兩人婚后有二子：
- 马克西米利安·埃贡（Maximilian Egon，1863年－1941年）。
- 卡爾·埃米爾（Karl Emil，1867年－1945年），與Mária Matild Festetics結婚。他是伊拉·馮·菲斯滕貝格的祖父。